# 南斯拉夫政党列表
这是一个南斯拉夫政党列表。
南斯拉夫王国在1918年—1929年和1931年—1941年实行多党制，在1929年—1931年实行王室独裁下的一党制。南斯拉夫社会主义联邦共和国在1945年—1990年实行一党制，在解体前夕实行多党制（1990年—1992年）。

## 列表

### 南斯拉夫王国
- 农业党（英语：Agrarian Party (Yugoslavia)）
- 布涅瓦茨-绍尔茨党（英语：Bunjevac-Šokac Party）
- 南斯拉夫共产党
- 克罗地亚农民党
- 克罗地亚人民党（英语：Croatian Popular Party (1919)）
- 民主党（英语：Democratic Party (Yugoslavia)）
- 协会（英语：Džemijet）
- 德意志族党（英语：German Party (Yugoslavia)）
- 独立农业党（英语：Independent Agrarian Party）
- 独立民主党（英语：Independent Democratic Party (Yugoslavia)）
- 黑山联邦主义党（英语：Montenegrin Federalist Party）
- 权利党（英语：Party of Rights）
- 人民激进党
- 南斯拉夫社会民主党
- 南斯拉夫社会民主党 (1920年)（英语：Social Democratic Party of Yugoslavia）
- 人民社会党（英语：People's Socialist Party (Yugoslavia)）
- 斯洛文尼亚人民党（英语：Slovene People's Party (historical)）
- 斯洛文尼亚农民党（英语：Slovene Peasant Party）
- 南斯拉夫社会党（英语：Socialist Party of Yugoslavia）
- 南斯拉夫激進聯盟
- 南斯拉夫民族党（英语：Yugoslav National Party）
- 南斯拉夫共和党（英语：Yugoslav Republican Party）
- 南斯拉夫民族运动
- 南斯拉夫穆斯林组织（英语：Yugoslav Muslim Organization）

### 南斯拉夫社会主义联邦共和国

#### 全联邦
- 南斯拉夫共产主义者联盟
- 南斯拉夫改革力量联盟

#### 波斯尼亚和黑塞哥维那
- 民主行动党（英语：Party of Democratic Action）
- 塞尔维亚族民主党
- 波斯尼亚和黑塞哥维那克罗地亚族民主共同体
- 波斯尼亚和黑塞哥维那社会民主党

#### 克罗地亚
- 克罗地亚民主共同体
- 民主改革党
- 人民协议联盟（英语：Coalition of People's Accord）

#### 马其顿
- 马其顿内部革命组织—马其顿民族统一民主党

#### 斯洛文尼亚
- 斯洛文尼亚民主反对派（英语：DEMOS (Slovenia)）
- 社会民主人士联合名单
- 斯洛文尼亚人民党
- 斯洛文尼亚自由民主（英语：Liberal Democracy of Slovenia）

#### 塞尔维亚
- 塞尔维亚社会党
- 塞尔维亚革新运动（英语：Serbian Renewal Movement）
- 民主党